# Лікарня

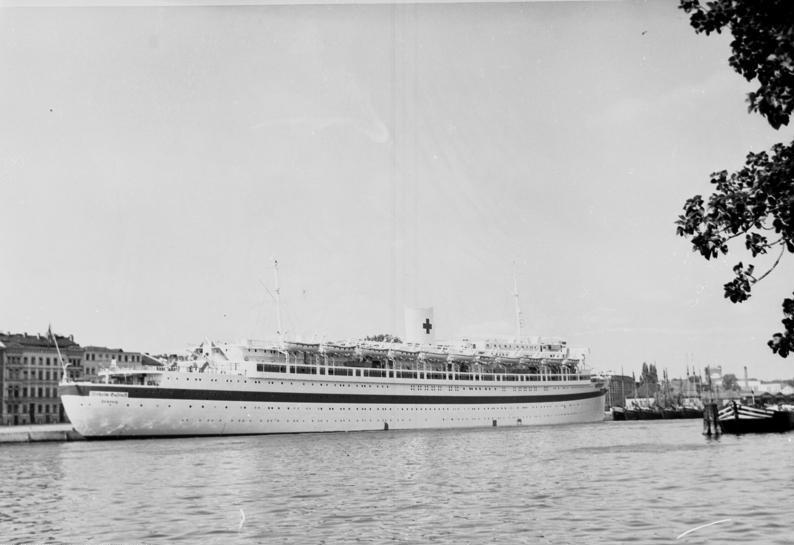
Госпітальне судно «Вільгельм Густлофф» в 1940 р.

Ліка́рня (заст. шпита́ль) — медичний заклад та лікувально-профілактична установа, яка надає стаціонарну кваліфіковану і спеціалізовану медичну допомогу. Існує також термін го́спіталь, що наразі в Україні вживається переважно щодо військових лікарень, шпиталів.
Госпіталі (від лат. hospitālis — «привітний», «гостинний») з'явилися у середньовіччі як заклади, де розміщували паломників.

## Історія
В ХІ—ХІІ століттях у госпіталях надавалися лікувальні послуги паломникам, притулок на певний час. За необхідності паломники могли отримати фінансову допомогу, захист від переслідувань тощо. Створенням мережі госпіталів в Європі та на Близькому Сході опікувався лицарський Орден госпітальєрів (іоаннітів). Створення Ордену госпітальєрів і започаткування закладів даного типу бере свій початок від заснування госпіталю, розташованого в Єрусалимі при монастирі Діви Марії, де задовго до арабських завоювань приймали і лікували паломників, прибулих на Святу Землю.
Згодом госпіталі перетворилися на військові стаціонарні лікувальні заклади — шпиталі і втратили функцію розміщення мандрівників.

### Термін
Слова госпіталь, шпиталь походять від лат. hospitale cubiculum: перший термін запозичений через посередництво російської (де він відомий з XVIII ст.) і нідерландської (hospitaal) мов, другий — через нім. Spital. Більш давнім є термін «шпиталь», що вживався на теренах польського королівства з XIV ст.; він з'явився в народній мові з козацьких часів (Трахтемирівський шпиталь для покалічених і старих запорожців). Його зафіксував у своєму словникові, складеному ще в першій половині XIX століття, Павло Білецький-Носенко. На теренах України перший відомий міський шпиталь Св. Духа існував з 1377 року у Львові, де на XVI ст. існували шпиталі при церквах міста.

## Класифікація
В Україні залежно від адміністративно-територіального поділу розрізняють обласні, міські, центральні районні та сільські лікарні.
Загалом лікарні класифікуються за типом організації та за спеціалізацією.

### Типи лікарень за розміщенням
- Децентралізовані — кожне відділення займає окремий корпус лікарні. Недолік такої системи — велика площа. У чистому вигляді практично не зустрічається.
- Централізовані — абсолютна більшість відділень поєднані в одному корпусі, розташованих, як правило, на різних поверхах або частинах будинку. Як правило при такому вигляді організації за межі однієї будівлі винесені технічні приміщення, харчоблок, поліклінічне і танатологічне (патологоанатомічне) відділення.
- Змішані — поєднання особливостей обох видів: є один-два великі корпуси з різними відділеннями і кілька дрібніших корпусів для деяких відділень. Більшість великих лікарень організовано за таким принципом.

### За спеціалізацією (профілем)
- Спеціалізовані — спрямовані на лікування певного класу захворювань: кардіологічні (кардіоцентр), нейрохірургічні, онкологічні, урологічні, інфекційні та інші.
- Загальні — багатопрофільні установи, де проводиться діагностика та лікування широкого спектра захворювань.

Згідно з профілем лікування у лікарнях створюються відділення певних профілів.

### Сучасність

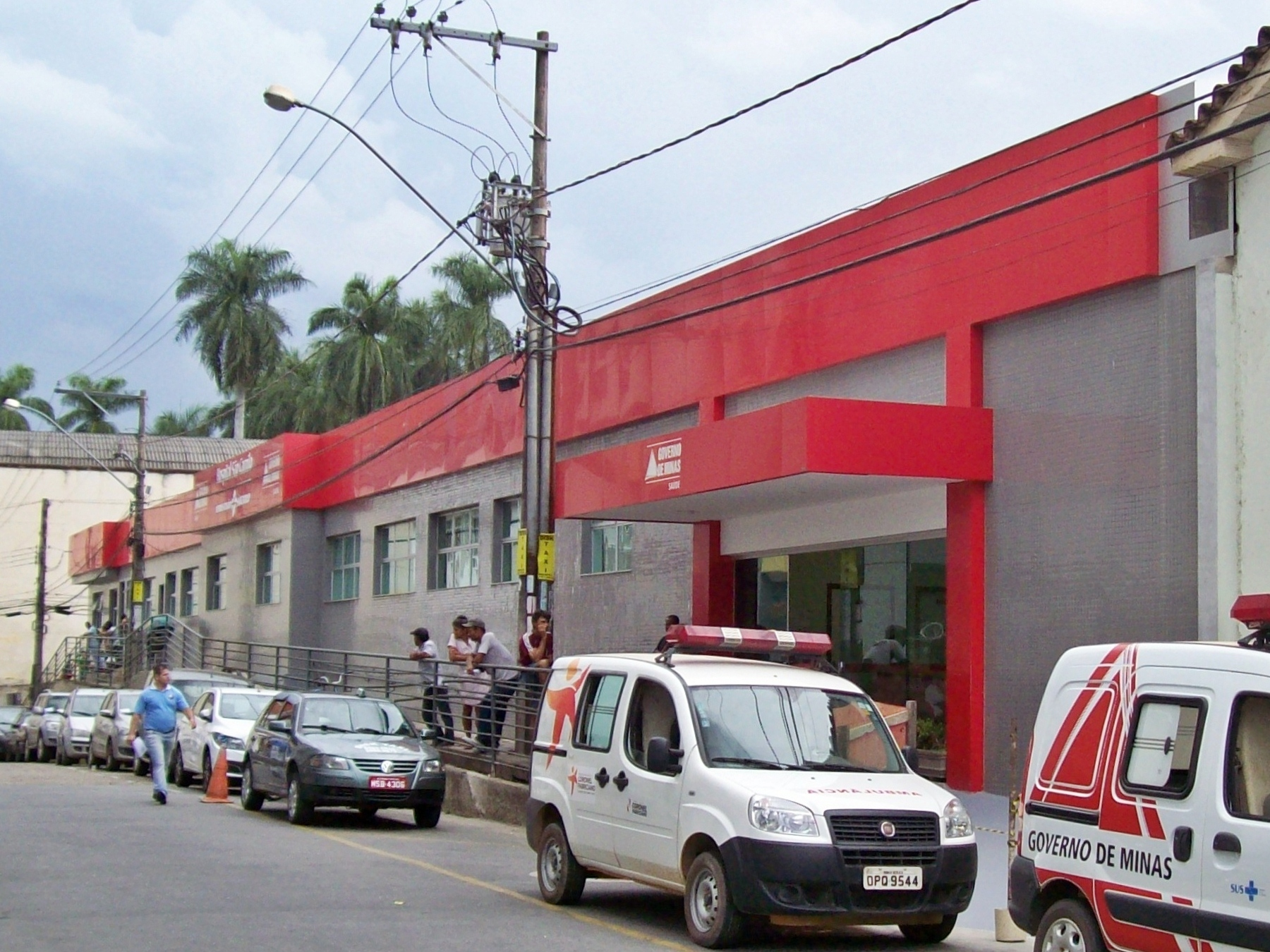
Лікарня — Бразилія

Лікарня — це установа, яка надає медичні послуги для громади. Є юридичною особою, користується правом оперативного управління відносно закріпленого майна, має штамп, печатку, статут, який затверджуються згідно з чинним законодавством, поточні та інші рахунки у фінансових
установах, здійснює бухгалтерський і первинний статистичний облік. Головний лікар, який управляє лікарнею, призначається на умовах контракту, в якому прописано: строк найму, права, обов'язки, відповідальність, умови його матеріального забезпечення, тощо.
Лікарі, медсестри та інші працівники лікарні працюють над відновленням здоров'я хворих та поранених. Вони також здійснюють профілактику хвороб задля збереження здоров'я пацієнтам, відповідно й громадського здоров'я. Деякі лікарні служать центрами медичної освіти та досліджень, тоді їх називають клініками. Деякі відомчі лікарні мають у своєму складі поліклініки, що покращує зв'язки між стаціонарною та амбулаторною допомогою, хоча в Україні державні лікарні та поліклініки є відокремленими одна від одної. Кожна лікарня має свої види послуг, відповідно різниться набором відділень. Наразі лікарні різняться за типом власності. Вважається, що пацієнтам слід перебувати в лікарні не більше 5 днів, щоб запобігти внутрішньолікарняному зараженню нозокоміальною інфекцією.
Лікарня розташовується у спеціально збудованих чи пристосованих будівлях, які за переліком і площею службових приміщень відповідають діючим санітарно-гігієнічним, протиепідемічним, будівельним нормам та правилам, технічнобезпековим і протипожежним вимогам.
Загальна лікарня надає послуги більшості людей і лікує значну кількість хвороб. Спеціалізована лікарня лікує певних людей або спеціалізується на лікуванні певних хвороб чи групи хвороб. Наприклад, дитячі лікарні лікують лише дітей, реабілітаційні лікарні надають послуги, щоб допомогти людям повноцінно жити після тяжких хвороб. Клініки навчають майбутніх лікарів, медсестер, фахівців лабораторії тощо.
Більшість лікарень належать місцевій громаді. Некомерційна добровільна лікарня належить благодійним організаціям чи релігійним групам. Приватна лікарня працює як компанія, щоб отримати прибуток для власників. Державна лікарня належить державі або місцевій владі. Медичний персонал, що складається з лікарів, лікує хворих і надає поради всім іншим членам команди лікарів. Медичний персонал також включає інтернів чи резидентів (у закладах Західної Європи, США, Канади). Ці стажери закінчили медичний університет і отримали знання лікаря загальної практики, вони працюють у лікарні для отримання кваліфікації лікаря певної спеціальності, тому їхня інтернатура або резидентура триває різний час (від 2-х до 7 років). Корпоративний персонал формує найбільшу групу в команді з догляду за пацієнтами. Професійні медсестри виконують велику частину догляду пацієнта під керівництвом лікарів. Вони перевіряють температуру, частоту пульсу і артеріальний тиск, здійснюють ін'єкції тощо.
Більшість лікарень мають у своєму складі різні лікувальні відділення. Кількість відділень залежить від розміру та типу лікарні. Лікарня інтенсивного лікування 1-го рівня має адміністративну частину / управління лікарнею. Включає керівництво лікарні (головний лікар, його заступники), відділ кадрів, фінансово-економічний відділ та бухгалтерію.

### Лікарня інтенсивного лікування
Є багатопрофільним лікувальним закладом, що входить до складу госпітального округу та надає спеціалізовану медичну
допомогу як цілодобовий стаціонар дорослим і дітям з гострими станами або загостренням хронічних хвороб, що потребують високої інтенсивності лікування та догляду. Вона є організаційно-методичним центром з питань інтенсивного лікування для всіх закладів охорони здоров'я госпітального округу. Лікарні такого призначення залежно від чисельності та структури населення, що ними обслуговується, поділяються на два рівні:
- першого, що організуються для обслуговування населення чисельністю від 120 до 350 тисяч, мають меншу ліжкову та діагностичну потужність та обмежений перелік госпітальних відділень;
- другого, що організуються для обслуговування населення чисельністю більше 350 тисяч, мають більшу ліжкову та діагностичну потужність й ширший перелік госпітальних відділень. Вони забезпечують надання інтенсивної допомоги населенню округу або населенню декількох округів, до складу яких входять лікарні інтенсивного лікування першого рівня, для надання інтенсивної допомоги населенню за профілями, що відсутні в лікарні інтенсивного лікування першого рівня або у випадках, коли пацієнт потребує складніших діагностичних та лікувальних втручань, ніж ті, що можуть надаватися в лікарнях інтенсивного лікування першого рівня.

Лікарня першого рівня створюється в госпітальному окрузі одна на округ. Лікарня другого рівня створюється одна на округ, а за визначеними спеціалізованими напрямками та складністю для обслуговування населення одна на декілька округів.
Лікарня може бути клінічною та навчальною базою вищих і середніх медичних навчальних закладів, медичних факультетів, інститутів удосконалення лікарів та науково-дослідних закладів.
У лікарні створюється дорадчий орган закладу — медична Рада, яка розглядає актуальні питання лікувально-діагностичного процесу. За необхідністю можуть створюватися опікунські ради, які мають здійснювати наглядові функції за діяльністю закладу.
Лікарня надає інтенсивну медичну допомогу всім, хто її потребує, здійснюється незалежно від громадянства, місця проживання, роботи тощо. Також надає цілодобово інтенсивну медичну допомогу пацієнтам та потерпілим при виникненні патологічних станів, що загрожують їх життю і при яких раптово погіршується стан здоров'я, потерпілим при надзвичайних ситуаціях, в післяопераційному періоді, а також відповідно до показань пацієнтам і потерпілим з гострим та хронічним перебігом захворювань, при станах, що не загрожують життю, але потребують інтенсивного лікування. Внутрішній контроль якості надання лікування покладається на завідувачів відділеннями та керівників інших підрозділів лікарні та здійснюється шляхом експертизи якості наданої медичної допомоги відповідно до вимог державних стандартів, нормативів, у межах затверджених МОЗ України клінічних протоколів, уніфікованих та локальних клінічних протоколів. Заклад забезпечує дотримання прав пацієнтів та конфіденційності інформації про них. Медичні втручання проводяться за умови отримання інформованої згоди пацієнтів або їхніх законних представників.

#### Приймальне відділення
Приймально-діагностичне відділення невідкладної допомоги включає:[джерело?]
- травматологічний пункт;
- мала операційна;
- реанімаційна зала.

#### Стаціонарний сектор[джерело?]
Включає відділення:[джерело?]
- відділення анестезіології та інтенсивної терапії (реанімації);
- хірургічне;
- травматологічне;
- урологічне;
- гнійно-септичне;
- гінекологічне;
- терапевтичне;
- неврологічне;
- дитяче;
- інфекційне боксоване;
- пологове з ліжками інтенсивної терапії для жінок і новонароджених.

Допоміжні відділення цієї лікарні включають:[джерело?]
- операційний блок;
- кабінет трансфузіології;
- централізоване стерилізаційне відділення;
- відділ медичної статистики та контролю якості медичної допомоги.

Господарча частина цієї лікарні включає:[джерело?]
- відділ технічного обслуговування;
- харчоблок;
- пральна;
- гараж.

Відмінності структурних підрозділів лікарні інтенсивного лікування другого рівня є наявність у приймально-діагностичному відділенні невідкладної
допомоги до тих складових, що в аналогічному відділенні першого рівня ще діагностичних палат добового перебування. Діагностична служба відмінностей немає. У стаціонарному секторі на відміну від такого на першому рівні є:
- служба анестезіології та інтенсивної терапії модульного типу для надання медичної допомоги хворим терапевтичного, неврологічного, хірургічного профілів та при політравмах;
- хірургічне відділення для надання медичної допомоги хворим з хірургічною, невідкладною урологічною та судинною патологією;
- відділення травматології та політравми;
- відділення патології вагітних;
- офтальмологічне відділення;
- ЛОР-відділення.

Інші відділення відповідають таким на першому рівні. Допоміжна та господарча частини відмінностей не мають.
Лікарні обох рівнів повинні мати в своєму складі пансіонат для пацієнтів денного стаціонару та родичів хворих, що перебувають на стаціонарному лікуванні.

### Лікарня планового лікування
Є закладом охорони здоров'я, що входить до складу госпітального округу та забезпечує надання планової та вторинної (спеціалізованої) медичної
допомоги в стаціонарних умовах населенню території обслуговування госпітального округу. Забезпечує цілодобове планове лікування тих хворих, що потребують комплексного стаціонарного лікування при виникненні загострень хронічних захворювань. Багато структур лікарні є такими, що в складі лікарень інтенсивного лікування. У стаціонарній службі лише 5 відділень:
- приймальне;
- терапевтичне;
- неврологічне;
- гінекологічне;
- педіатричне.

Інші допоміжні складові відповідають загальній структурі лікарні інтенсивного лікування та інших лікарень.

### Лікарня відновлювального (реабілітаційного) лікування
Заклад охорони здоров'я, що входить до складу госпітального округу та забезпечує надання вторинної (спеціалізованої) консультативної та стаціонарної медичної допомоги з відновного (реабілітаційного) лікування населення території обслуговування. Забезпечує стаціонарне лікування хворих різних вікових груп з наслідками травм, ортопедичних, неврологічних, дитячих захворювань, хірургічних втручань, захворювань органів кровообігу, дихання, травлення, сечостатевої системи та інших хвороб, які потребують комплексу відновних заходів з метою якнайшвидшого повного чи часткового відновлення працездатності пацієнтів, попередження їхньої інвалідності та повернення до активного способу життя. Своєчасне та якісне проведення відновного лікування хворих досягається використанням комплексу сучасних методів, диференційованим підходом до вибору методів та засобів відновного лікування різних категорій пацієнтів із забезпеченням принципів безперервності, наступності, послідовності та етапності, індивідуального підходу в організації та здійсненні програм відновного лікування. Лікарня забезпечує своєчасне переведення пацієнтів у відповідні спеціалізовані та високоспеціалізовані відділення інших закладів охорони здоров'я у випадку погіршення стану здоров'я хворих. Стаціонарну службу цієї лікарні складають:
- приймальне відділення;
- відділення для реабілітації пацієнтів із захворюваннями опорно-рухового апарату;
- неврологічне відділення відновного лікування;
- загально-реабілітаційне відділення;
- дитяче відділення відновного лікування.

Інші допоміжні складові відповідають загальній структурі лікарні інтенсивного лікування та інших лікарень.

### Багатопрофільна дитяча лікарня інтенсивного лікування
Є закладом охорони здоров'я, що входить до складу госпітального округу та забезпечує надання вторинної (спеціалізованої) медичної допомоги в умовах цілодобового стаціонару або амбулаторних умовах дітям у гострому стані або з хронічними хворобами, які потребують високої інтенсивності лікування та догляду, з обов'язковою наявністю відділень невідкладної медичної допомоги. Надає спеціалізовану інтенсивну медичну допомогу дітям, які її потребують, незалежно від громадянства та місця проживання. Приймає на стаціонарне лікування хворих та потерпілих дітей, які направлені центрами первинної медико-санітарної допомоги, іншими закладами охорони здоров'я госпітального округу, тих, що доставлені бригадами швидкої медичної допомоги та іншим транспортом, або звернулись безпосередньо у приймальне або консультативне відділення цієї лікарні, в тому числі за направленнями консультативно-діагностичного центру.
Має в складі: Стаціонарна служба:
- приймальне відділення:

- відділення невідкладної допомоги;
- кабінети для прийому пацієнтів;
- травматологічний пункт;
- маніпуляційний кабінет;
- палати інтенсивної терапії;

- відділення:

- анестезіології та інтенсивної терапії;
- операційний блок;
- хірургічне;
- травматологічне;
- педіатричне;
- неврологічне;
- інфекційне боксоване;
- неонатального догляду та лікування новонароджених.

Консультативно-діагностичний центр включає:
- консультативне відділення:
- реєстратура;
- кабінети дитячих лікарів та допоміжні:

- педіатра;
- педіатра-неонатолога;
- гастроентеролога;
- невролога;
- ендокринолога;
- кардіоревматолога;
- інфекціоніста;
- хірурга;
- отоларинголога;
- імунолога;
- алерголога;
- дерматовенеролога;
- ортопеда-травматолога;
- гінеколога;
- охорони зору дітей;
- гематолога;
- маніпуляційний;
- профілактичних щеплень;
- невідкладної допомоги.

Інші допоміжні складові відповідають загальній структурі лікарні інтенсивного лікування та інших лікарень.

### Заклад охорони здоров'я «Хоспіс»
«Хоспіс» входить до складу госпітального округу та забезпечує надання цілодобового паліативного/симптоматичного лікування, медико-психологічної реабілітації та психологічної, соціальної і духовної підтримки пацієнту і членам його родини. Визначає необхідний обсяг паліативної допомоги, що ґрунтується на принципах безперервності та наступності. Надає пацієнтам у тимчасове користування вдома необхідних технічних та інших засобів реабілітації. Навчає волонтерів та членів родини навичкам догляду за пацієнтом. Забезпечує взаємодію з установами соціального захисту, іншими закладами, громадськими організаціями та фондами у вирішенні проблем медико-соціальної допомоги пацієнту. Залучає релігійні організації для духовної підтримки пацієнта та членів його родини. Вивчає та впроваджує в практику сучасні методи паліативної допомоги або симптоматичного лікування, контролю хронічного болю та догляду у термінальній стадії захворювань. Здійснює обіг наркотичних засобів, психотропних речовин і прекурсорів відповідно до чинних нормативно-правових актів. Сприяє проведенню різноманітних громадських заходів та акцій з метою залучення додаткових благодійних коштів. Поширює міжнародний та вітчизняний досвід паліативної допомоги. Проводить заходи попередження розвитку у персоналу синдрому професійного (емоційного) вигорання. Забезпечує проведення регулярних лікарських оглядів пацієнта з періодичністю, що визначається їхнім станом, але не рідше 1 разу на тиждень. Здійснює надання паліативної допомоги вдома відповідно до плану відвідувань, який узгоджено з пацієнтом або членами його родини. Надає консультативну допомогу медичним працівникам інших закладів охорони здоров'я з питань надання паліативної допомоги.
Стаціонарна служба «Хоспісу» включає відділення:
- приймальне.
- паліативне з 1-, 2-ліжковими палатами.

На відміну від інших лікувальних закладів господарча частина «Хоспісу» додатково включає:
- кімнату для перебування родичів у нічний час;
- кімнату психологічного розвантаження;
- приміщення для волонтерів;
- каплицю;
- ритуальні приміщення;
- приміщення для трупів.

Виїзна бригада з надання паліативної допомоги «Хоспіс вдома» створюється для надання паліативної допомоги за місцем проживання чи перебування пацієнта «Хоспіса».

### Лікарня для надання медико-соціальної допомоги
Є спеціалізованим медичним центром, яке входить до складу госпітального округу та надає допомогу частині населення, що потрапило у важкі життєві обставини. Надання медичної допомоги в цій лікарні не передбачає високоспеціалізованих та високотехнологічних методів діагностики та лікування, які можливі у системі високоспеціалізованої (третинної) медичної допомоги. Завданням цієї лікарні є медико-соціальна реабілітація при наявності хронічних
захворювань поза загостренням (самотній або самотньо проживаючий, інвалід I—II групи, при відсутності можливості здійснювати догляд за пацієнтом на дому, тимчасова відсутність близьких родичів тощо), повне або часткове відновлення працездатності хворих. Проводить прийом і розміщення пацієнтів відповідно до профілю хвороби, оцінює стан їхнього здоров'я на момент госпіталізації, надає невідкладну допомогу при необхідності. Здійснює диференційований підхід до вибору методів та засобів медико-соціальної реабілітації різних категорій пацієнтів із забезпеченням принципів безперервності, наступності, послідовності та етапності, індивідуального підходу в організації та здійсненні програм медико-соціальної реабілітації. Має своєчасно переводити пацієнтів у відповідні спеціалізовані та високоспеціалізовані відділення інших закладів охорони здоров'я у випадку погіршення їхнього стану здоров'я. Здійснює медичну реабілітацію хворих з елементами трудотерапії.
Основними структурними підрозділами є:
- кабінет соціально-психологічної допомоги (в залежності від обсягу роботи, але не менше однієї посади на відділення: психолог; соціальний працівник (спеціаліст з вищою освітою); соціальний робітник (без вищої освіти).
- приймальне відділення: фельдшер або медична сестра; молодша медична сестра.
- відділення медико-соціальної допомоги на 30 ліжок: лікар — геріатр; старша медична сестра; медична сестра; процедурна медична сестра; молодша медична сестра з догляду за хворими; медична сестра-масажистка; сестра-господиня; санітарка-ванниця.

## Безпосередня робота лікарні
Приймальне відділення приймає пацієнтів, які направлені з первинної ланки для стаціонарного лікування або в режимі швидкої допомоги, реєструє їх, заводячи на них медичний документ — історію хвороби. У приймальному відділенні його лікарі (штатні або чергові) оглядають хворих, формулюють попередній діагноз, на підставі якого хворого госпіталізують для подальшого лікування у певне відділення. Для верифікації попереднього діагнозу у приймальному відділенні проводяться за необхідності ургентні загальноклінічні та інструментальні дослідження, через що у відділенні є окремі приміщення для їх проведення, а в штаті відділення — відповідні фахівці. З метою надання термінової діагностики хворим, що поступають до лікарні, до приймального відділення викликають необхідних фахівців з певних медичних спеціальностей з інших відділень, яких їх немає в штатному розпису приймального відділення. При невідкладних станах у хворих іноді ургентна медична допомога за життєвими показаннями надається у приймальному відділенні.
Після проведення усіх необхідних заходів у приймальному відділенні визначається спеціалізоване стаціонарне відділення, де буде проводитися подальша діагностика стану і лікування пацієнта. Кількість відділень може змінюватися залежно від розміру лікарні. Пацієнтів поміщають до основної складової одиниці стаціонарного відділення — палату.
Окрім соматичних відділень в штаті лікарні є допоміжні діагностичні. Діагностична служба працює цілодобово і включає: клінічну лабораторію з клінічним, біохімічним, бактеріологічним відділами; кабінет функціональної діагностики; кабінет рентгенологічної діагностики; кабінет ультразвукової діагностики; відділення ендоскопічної діагностики.
Клінічна лабораторія проводить загальноклінічні (гематологічні, дослідження калу, сечі, харкотиння тощо, біохімічні дослідження на вимогу соматичних відділень. Виконуються як планові, так й ургентні аналізи. Бактеріологічна лабораторія виконує бактеріологічні посіви. Рентгенологічне відділення займається рентгенологічною діагностикою для усіх відділень лікарні, в тому числі, й комп'ютерною томографією. У деяких потужних лікарнях переважно міського або обласного значення створені центри магнітно-резонансної томографії.
Одним з відділень є реанімаційне. Воно надає медичну допомоги тим хворим, в яких порушені вітальні функції або тяжкість стану за основною хворобою передбачає можливість їх порушення. В Україні ці відділення розраховані на 6, 9 або 12 ліжок. Згідно з існуючими нині нормами у нашій країні на добу на обслуговування хворих в цьому відділенні за штатним розкладом є один черговий лікар, 2 медичні сестри та одна молодша медична сестра по догляду за хворими на 6 ліжок.
В інфекційному відділені штатний розпис лікарів для ведення хворих розраховується у небоксованих відділеннях 1 ставка з розрахунку на 24 ліжка, у боксованих — на 12 ліжок. Для щоденних чергувань окремо входять до штату лікарські ставки для чергування.

## Відомі шпиталі
- Шпиталь боніфратрів
- Шпиталь Валь-де-Ґрас
- Шпиталь Вінсента де Поля
- Шпиталь святого Лазаря
- Головний військовий клінічний госпіталь України